# Rio Llobregat
O Llobregat (pronúncia catalã:[ʎuβɾəɣat]) é o segundo maior rio da Catalunha, Espanha . Origina-se em Castellar de n'Hug (comarca de Berguedà) a uma altitude de 1.259 metros na Serra del Cadí, e termina no Mar Mediterrâneo, no município de El Prat de Llobregat, perto de Barcelona. O comprimento total do rio é de mais de 170 quilômetros.
Em Martorell, a romano Via Augusta cruza o rio na impressionante Ponte do Diabo, que data da Alta Idade Média, na sua forma atual.